# 크리스토퍼 심스
크리스토퍼 앨버트 심스(영어: Christopher Albert Sims, 1942년 10월 21일 ~ )는 미국의 거시경제학자이자 계량경제학자이다. 현재는 프린스턴 대학교 경제학과 교수로 재직 중이다. “거시 경제에서 원인과 결과에 관한 경험적 연구”로 2011년 토머스 사전트와 공동으로 노벨 경제학상을 수상했다.

## 생애
1942년 미국 워싱턴 D.C.에서 태어나 1963년 하버드 대학교에서 이학사 학위를 마그나 쿰 라우데급의 우수한 성적으로 취득했고, 1968년에 동 대학에서 경제학 박사 학위를 받았다. 이후 하버드 대학교, 미네소타 대학교, 예일 대학교에서 강의를 했고 1999년 이후부터는 프린스턴 대학교에서 교수로 재직 중이다. 1974년부터 세계계량경제학회 특별 회원이며, 1988년부터 미국예술과학아카데미 특별 회원이고 1989년부터 미국과학아카데미 회원이기도 하다. 1995년에는 세계계량경제학회 회장을 지낸 바 있다. 2011년에 미국경제학회 회장에 당선되어 2012년에 그 임무를 시작한다.

## 업적
심스는 그의 연구 분야인 계량경제학과 거시경제적 이론과 정책에서 많은 중요한 논문을 발표했다. 그중에서도 특히 실증 거시경제학에서 벡터자기회귀모형(Vector Autoregression, VAR)을 이용할 것을 주창하고 그 모형의 베이즈 추정자 개발에 기여했다. 물가에 영향을 끼치는 재정 정책에 관한 이론과 합리적 무관심 이론을 개발하는 데에도 기여했다.

## 출판물
- 심스, 크리스토퍼 (1980년 1월) [1977 (연구 논문)]. “거시경제학과 현실” (PDF). 《이코노메트리카》 48 (1): 1–48. doi:10.2307/1912017. JSTOR 1912017.